# 淺沼稻次郎
浅沼稻次郎（日语：／ Asanuma Inejirō ?，1898年12月27日—1960年10月12日）為日本政治人物，歷任日本社会党第1任書記長、第3任委員長，众议院议员，知名演讲者。由於其身形龐大，發言時聲音洪亮且精力充沛，因此被称為“火车头人”（日語：人間機関車）。浅沼稻次郎在战后的日本為政界的核心人物之一，在当时具有一定的影响力。但由於他的一些言論被指為支持中国共产党，因此在日本國內也颇受争议。
1960年10月12日，在东京日比谷公會堂舉行的三黨黨首選前演講會上，浅沼稻次郎於講臺上被17歲的大日本愛國黨黨员山口二矢以脇差刺殺。这让他成为二战后日本第一个被刺杀的政治人物。

## 生平
浅沼稻次郎出生於三宅島，在島上與母亲共同生活到13歲，其後於其父再婚之際來到東京府南葛飾郡砂村（現東京都江東區）居住。1916年從東京府立第三中學畢業後，其父親希望其學習醫科，但淺沼稻次郎卻因為希望從政而不顧父親的反對於1918年進入早稻田大学學習，並與父親暫時斷絕了往來。大学期间淺沼參與组织了建設者同盟等学生运动團體，並積極参加工人运动和农民运动。淺沼曾因参加1924年的足尾铜山罢工等活動而被捕並入狱5個月，卻也因此而結識了片山哲、麻生久等左派運動人士。1925年，26歲的浅沼稻次郎當選日本最早的全由無產階級組成的政黨農民勞動黨的書記長，但3個小時後該黨即按照政府要求解散。
1926年，無產階級政黨勞動農民黨成立，但迅速因主張的路線不同而分裂為3派：社會民眾黨（右派）、日本勞農黨（中道）與勞動農民黨（左派），浅沼加入了日本勞農黨。1932年，處於分裂狀態的若干無產階級黨派合併為社會大眾黨，麻生久任書記長，淺沼稻次郎成为其黨員。此時麻生提出為了實現社會主義革命，必須在現階段藉助軍部力量的國家社会主义路線，而對其極為敬重的淺沼亦表示支持日本军国主义政策并於1936年开始担任大日本帝國議會眾議院议员。1940年齋藤隆夫眾議員在議會發表反對軍部的反軍演說時，淺沼亦支持開除其議員資格。但在麻生去世後的1942年，浅沼稻次郎退出了第21屆日本眾議院議員總選舉並暫時淡出政坛，直到第二次世界大战结束。
1945年，日本社會黨成立，淺沼擔任宣傳部長一職。此時曾是社會黨中間派領導人的河上丈太郎與三輪壽壯都因曾積極參與大政翼贊會的活動而被禁止從政，因此淺沼自然成為了中間派的核心人物。1947年，前書記長西尾末廣加入片山內閣擔任內閣官房長官，淺沼於次年接任書記長並於隨後兼任眾議院運營委員長。在1949年的第24屆日本眾議院議員總選舉中，由於社會黨大敗而使得淺沼不得不辭去書記長職務。再次擔任書記長後的1951年，在對待簽訂舊金山和約與日美安保條約的問題上，日本社會黨內部產生了對立：黨內左派反對簽訂，而右派贊成簽訂這兩部條約。此時淺沼提出了支持簽訂舊金山和約而反對簽訂日美安保條約的折衷意見，但卻未能阻止日本社會黨的分裂。分裂後，淺沼當選右派社會黨書記長，並開始走訪全國來鼓勵各地的社會黨員。充滿活力的“火车头人”這一稱號也於此時產生。
1955年，左右兩派社會黨再次統一，由淺沼稻次郎擔任首任書記長。吸取了黨派分裂的教訓後，這一時期淺沼的主要任務就是緩和黨內矛盾，因此被稱為“好好先生”。另外，由於淺沼長期擔任書記長（相當於秘書長）職務，卻未能當上委員長（社會黨黨首），因此又被稱為“萬年書記長”。
1959年，在日本和美国都认为中华民国是代表中国的合法政府的时候，浅沼稻次郎访问了中国共产党统治下的中华人民共和国，并在講話中表示“美帝国主义是日中两国的共同敌人”。访华结束后，浅沼稻次郎身着中山装回到日本，受到了來自右翼勢力以及社會輿論的諸多批判，甚至連黨內的曾禰益等人亦表示無法認同其態度。
1960年，在日美安保條約改定問題上，日本社會黨內部矛盾再次激化。片山哲、西尾末廣等黨內右派脫離日本社會黨，成立民主社會黨後，鈴木茂三郎辭去其委員長職務，由書記長淺沼稻次郎接任。其後的安保鬥爭中，社會黨、民社黨等主導的左翼勢力舉行大規模的反政府、反美示威運動，成功迫使第2次岸內閣總辭職，但最終卻並未達成廢除安保條約的目的，反而造成左翼勢力內部矛盾的激化。在同年的第29屆日本眾議院議員總選舉中，民社黨在東京都第1區擁立麻生久（戰前社大黨黨友）之子麻生良方作為參選代表與淺沼競爭，標誌著社會黨與民社黨之間矛盾的公開化。

## 遇刺身亡
1960年10月12日，浅沼稻次郎在日本东京日比谷公会堂参加自民、社會、民社三黨黨首選前演講會（東京都選舉管理委員會、公正選舉聯盟、NHK主辦）。會場中約有2500人，由NHK廣播第1頻率進行現場轉播，而NHK綜合頻道亦有攝像機於現場拍攝並預定於下午3點45分起播放錄像帶。下午3時，淺沼稻次郎上台準備發表主題為“擁護議會制度”的演講。此時會場中的右翼團體成員開始爆發不滿並散發傳單，會場頓時嘈雜一片。主持人隨後表示正在進行現場直播，示意大家安靜。隨後會場中爆發掌聲並突然安靜下來，淺沼亦趁此機會開始發表批判自民黨選舉政策的演說。3時5分左右，当浅沼說道“選舉的時候就故意不提國民討厭的政策，一旦佔領了多數就……”时，17岁的大日本愛國黨黨员山口二矢忽然冲上讲台，用刀刃長約33公分的日本刀刺入浅沼稻次郎的胸部兩次，第一次便刺穿其主動脈使其幾乎當場斃命。演講會不了了之，淺沼於3時40分在日比谷醫院正式確認死亡。整个行凶过程的聲響通過廣播傳到全國，而NHK綜合頻道亦於3時21分中斷棒球比賽的直播來播送此事件的錄像帶而使此事被数百万观看直播的电视观众所目睹。山口则被当场擒获，并在11月2日在東京少年拘留所上吊自杀。
日本公众对此次暗杀感到震惊。事后日本全国各地出现要求和平与社会秩序的游行示威活动，共有約40萬人參加。
事件之後，其妻淺沼享子作為社會黨的替補參選者參選，並於隨後當選。

## 紀念
- 在其故鄉三宅村神着地區，其出生地的房屋遺址作為公園得以保留，其中還有一座淺沼舉起右手的銅像。但由於2000年三宅島雄山火山噴發時噴出的有毒氣體影響，銅像的上半身已經變色，公園也已荒廢。
- 在社會民主黨總部中有一座淺沼的半身像[6]。

### 書籍
- 『我的履歴書 浅沼稻次郎』日本經濟新聞社 （页面存档备份，存于） 由青空文庫重新刊印
- 鶴崎友龜『浅沼稻次郎小傳』（火炬新書、1979年）1998年由新時代社重新編印。 ISBN 4167209047（復刻版）
- 浅沼追悼出版編輯委員会 編『驀進 人間機車沼先生的記錄』（日本社会党、1962年）
- 澤木耕太郎『恐怖襲擊的決算』（文春文庫、1982年） ISBN 4-16-720904-7
- 豐田穰『浅沼稻次郎 人間機車』（学陽書房人物文庫、2004年） ISBN 4-313-75172-6

### 引用
1. 其戶籍名為，但現在通常用新字體。
2. 1 2  “火车头人”——浅沼稻次郎 （页面存档备份，存于），日本新华侨报网
3. ↑  1960年日本学生选举中刺死亲华政治家 （页面存档备份，存于），凤凰网
4. ↑  毎日電影公司製作「毎日新聞時事」第307号・憎惡暴力-淺沼暗殺事件的前後-　1960年10月19日 （页面存档备份，存于）、朝日新聞時事「廣角之眼・浅沼委員長倒在恐怖襲擊之中」 （页面存档备份，存于）（於電影院上映的新聞電影）。
5. ↑  Langdon, Frank. . Vancouver: University of British Columbia Press. 1973: 19  [August 18, 2012]. ISBN 0774800151. （原始内容存档于2014-07-01）.
6. ↑  朝日新聞デジタル：浅沼胸像、やっと新居へ　重さ２トン→４７０キロで実現 - 政治 （页面存档备份，存于）はてなブックマーク

## 外部連結
- 美帝國主義是日中兩國人民的敵人
- 淺沼稻次郎最後的演說

| 議會席位          | 議會席位                                  | 議會席位                 |
| ----------------- | ----------------------------------------- | ------------------------ |
| 前任： 新职位     | 众议院运营委员长 第1-2任：1947年 - 1948年 | 繼任： 山口喜久一郎      |
| 政党职务          |                                           |                          |
| 前任： 鈴木茂三郎 | 日本社会党委員長 第3任：1960年            | 繼任： 江田三郎 （代理） |
| 前任： 再合併     | 日本社会党書記長 1955年 - 1960年          | 繼任： 江田三郎          |
| 前任： 創設       | 右派社会党書記長 1953年 - 1955年          | 繼任： 再合併            |